# Gestion de la relation client
Pour les articles homonymes, voir GRC.
La gestion de la relation client (GRC), ou gestion des relations avec la clientèle (désignée aussi par le sigle anglais CRM pour Customer Relationship Management), est l'ensemble des outils et techniques destinés à tenir compte des souhaits et des attentes des clients et des prospects, afin de les satisfaire et de les fidéliser en leur offrant ou proposant des services.
Les applications informatiques de la GRC sont des progiciels qui permettent de traiter directement avec le client, que ce soit sur le plan de la vente, du marketing ou du service, et que l'on regroupe souvent sous le terme de « front-office » par opposition aux outils de « back-office » que sont les progiciels de gestion intégrés (PGI).
Les progiciels de GRC se répartissent en trois types : le GRC collaboratif (ce sont les canaux d'échange avec les clients), le GRC analytique (qui correspond à l'analyse des informations reçues) et le GRC opérationnel (qui sert à automatiser les relations de l'entreprise avec les clients grâce à des processus préétablis).
Dans un sens moins restrictif, la gestion de la relation client regroupe des dispositifs et opérations de marketing ou de support afin de maximiser le chiffre d'affaires par client, et ce, à travers tous les canaux de contact possibles. Aujourd'hui, avec la numérisation des activités, la gestion de la relation client est directement et étroitement liée aux plateformes de données.

## Mise au point terminologique
La dénomination « gestion de la relation client » est critiquée pour sa syntaxe jugée incorrecte. En France, la Commission d'enrichissement de la langue française du Ministère de la Culture a opté pour le rétablissement d'une syntaxe correcte : « Gestion des relations avec la clientèle », publiée le 26 mars 2004 au Journal officiel de la République française. Le moteur de recherche FranceTerme en atteste.
Le Grand dictionnaire terminologique de l’Office québécois de la langue française dispose d’une entrée « gestion de la relation client » qui mentionne les formes « gestion des relations avec la clientèle » et « gestion des relations clientèle ».
L'expression « gestion des relations avec les clients » est aussi utilisée.

## Enjeux de la GRC

### Raisons d'un renouveau
La GRC correspond à une pratique très ancienne : voir, par exemple, l'aptitude des anciens artisans et commerçants à concevoir, fabriquer et livrer des articles sur mesure ou adéquats pour leurs clients ; ils connaissaient remarquablement bien leur clientèle, et ont su développer leurs affaires sans avoir jamais théorisé la GRC.
Cela dit, le concept de GRC rencontre un évident renouveau depuis la fin du XXe siècle et singulièrement depuis le début des années 2000.
Construire, gérer et développer des relations avec ses clients n'est pas évident, et ce particulièrement dans les activités :
- dites de masse, lorsque l’entreprise possède des milliers (voire des millions) de clients qui communiquent avec celle-ci de multiples manières ;
- dites de personnalisation, où les systèmes de gestion doivent permettre de mieux écouter le client, gérer les échanges avec une dose plus ou moins forte d'interactivité, ceci afin d'adapter et personnaliser les produits ou services ;
- où la notion de temps réel ou de réactivité s'impose aux fournisseurs ;
- où la situation concurrentielle peut faire que la fidélisation se révèle davantage payante que la prospection ;
- où structure et processus complexes rendent malaisée la collaboration entre différents départements ; alors que ceux-ci doivent collaborer et partager l'information concernant toute interaction avec le client.

### De la gestion transactionnelle vers la gestion relationnelle
Après des décennies de suprématie du marketing transactionnel, plutôt orienté vers la transaction et non pas vers la continuité de la relation commerciale, le concept de marketing relationnel émerge vers le milieu des années 1970. En 1975, R. P. Bagozzi énonce pour la première fois le concept de marketing comme « processus renouvelé d’échanges entre un acheteur et un vendeur ». Posant ainsi implicitement la problématique de l’évolution de cette relation dans le temps.
Par la suite, c’est essentiellement dans le domaine du marketing des services que des contributions significatives sont apportées au marketing relationnel. L’école scandinave du marketing sera la première à établir des comparaisons précises entre marketing « classique » transactionnel et marketing relationnel qui peuvent s’illustrer comme suit :
|                                                   | MARKETING MANAGEMENT TRANSACTIONNEL                                                           | MARKETING MANAGEMENT RELATIONNEL                                                               |
| ------------------------------------------------- | --------------------------------------------------------------------------------------------- | ---------------------------------------------------------------------------------------------- |
| Perspective temporelle                            | Court terme (approche « one shot »)                                                           | Long terme (approche continue)                                                                 |
| Approche marketing dominante                      | Marketing mix                                                                                 | Marketing interactif (soutenu par le marketing mix)                                            |
| Composante stratégique principale de l’entreprise | Dimension objective (approche produit)                                                        | Dimension relationnelle (solutions proposées)                                                  |
| Mesure de la satisfaction du client               | Contrôle de la part de marché (approche indirecte)                                            | Gestion des bases de données relationnelles (approche directe)                                 |
| Système d’information sur les clients             | Enquêtes de satisfaction (mesures épisodiques)                                                | Systèmes de feedback en temps réel (mesures instantanées)                                      |
| Interdépendance entre fonctions de l’entreprise   | Cloisonnement entre fonctions et interfaces limitées (organisation verticale et hiérarchique) | Approche transversale et importance des interfaces (organisation horizontale et collaborative) |

Au milieu des années 1990 est mis en avant l'un des concepts centraux de la relation avec le client et l'un de ses principaux intérêts : la rentabilité accrue qui résulte d'une relation mutuellement profitable lorsque celle-ci perdure. Ce qui correspond, pour les deux parties en relation, à multiplier de la valeur par de la durée.
Les revenus futurs produits par un client fidélisé sont mis en perspective dans une optique financière et comptable. Apparaît la notion de « valeur à vie » (lifetime value) qui mesure la valeur à terme d’un client pendant tout le temps où est maintenue sa relation avec l’entreprise.
La GRC reste aujourd'hui une discipline en pleine évolution. Plusieurs approches se côtoient dans la littérature, en fonction de caractéristiques plus ou moins technologiques.

### La GRC comme processus relationnel
La GRC est ici considérée comme « un processus permettant de traiter tout ce qui concerne l’identification des clients, la constitution d’une base de connaissance sur la clientèle, l’élaboration d’une relation client et l’amélioration de l’image de l’entreprise et de ses produits auprès du client ».
La GRC apparaît ici comme un processus, une série d’activités, dont la réalisation n’implique pas forcément le recours aux NTIC. On insiste ici sur la nécessité pour l’entreprise d’accorder une attention accrue au client. L’entreprise souhaite dès lors mieux connaître ses clients et approfondir sa relation avec eux, dépassant ainsi l’objectif de simplement concrétiser une vente.
Dans cette optique, l’intérêt du client et de l’entreprise l’un envers l’autre doit se prolonger dans le temps et dépasser le moment de l’achat/vente. D’un côté, l’entreprise veut être perçue comme une entité cohérente au-delà des produits et services qu’elle propose. À l’inverse, l’entreprise veut voir en son client une personne clairement identifiée plutôt qu’anonyme.
Inspiré du processus relationnel GRC qui place le Client au centre de l'entreprise, le XRM (Extended Relationship Management) considère tous les acteurs (Partenaire, Collaborateur interne, Fournisseur…) gravitant autour de l'entreprise et traite ainsi toutes les relations avec les mêmes enjeux et des moyens similaires.

### La GRC en tant que processus technologique
La GRC est ici décrite comme étant « l’automatisation de processus d’entreprise horizontalement intégré, à travers plusieurs points de contacts possibles avec le client (marketing, ventes, après-vente et assistance technique), en ayant recours à des canaux de communication multiples et interconnectés ».
La GRC s’inscrit ici dans le cadre du développement des nouvelles technologies de l’information et de la communication (NTIC). Celles-ci soutiennent le personnel de contact de l’entreprise quand celui-ci entre en relation avec les clients via Internet, le téléphone ou en face à face. Le personnel de contact pourra, par exemple, reconnaître le client lors de tout contact. Il pourra ainsi donner des informations au client sur l’état de sa commande, la facturation, la livraison, le statut de la réparation effectuée par le service après-vente, etc.

## Composantes
Les quatre composantes fondamentales sont les suivantes, :
- écouter et connaître son client ;
- manifester aptitude et compétence relationnelles ;
- maîtriser canaux et réseaux de communication ;
- proposer une Offre de valeur individualisée (c'est-à-dire création d'offres individualisées).

## Intégration de la GRC dans la stratégie d’entreprise
« L’entreprise qui veut mettre en place une stratégie relationnelle doit penser sa mission, la gestion de son personnel, sa structure et ses systèmes d’exploitation en cohérence avec son orientation client ».
Il s’agit ici de créer un environnement facilitant et encourageant la recherche de en étroite relation avec celui-ci. Le client doit inspirer toute personne dans l’entreprise afin qu’elle puisse améliorer sa performance globale. Il ne faut cependant pas oublier que, dans une perspective relationnelle, tout client n’est pas bon à prendre et que l’entreprise n’a pas toujours intérêt à le satisfaire et à le fidéliser. Il ne faut pas oublier non plus que l’enjeu d’une approche GRC est de construire des relations, qui permettent d’augmenter la valeur de la base clients, qui elle-même conditionne très largement la valeur de l’entreprise. Dans cette perspective, certains clients sont beaucoup plus importants que d’autres et il convient de se focaliser plus, voire exclusivement, sur eux.

## Avenir de la GRC

### Tendance
La gestion de l'historique consommateur/client va vraisemblablement devenir une variable clé dans la détermination des promotions, des prix ou des produits pour les entreprises de grande consommation notamment. Les solutions GRC vont évoluer dans le sens d'une fusion entre les systèmes opérationnels et le back-office pour fournir une expérience intégrée et un environnement évolutif en temps réel.
Le terme GRC peut bien sembler désuet : les systèmes de gestion des clients ont un bel avenir. Ils apporteront de nouvelles façons pour les petites et moyennes entreprises de communiquer, d'exploiter et d'élaborer des stratégies pour gérer leur personnel, leurs clients et prospects.
« Le grand avantage de la GRC est la visibilité de tout ce qui concerne les clients dans votre entreprise. Si vous souhaitez offrir un meilleur service à vos clients, vous devez être capable de tout gérer : des plaintes aux opportunités de ventes en passant par la gestion de contacts ».